# 태인초등학교 (전북)
태인초등학교는 대한민국 전북특별자치도 정읍시 태인면 태성리에 있는 초등학교다.

## 학교 연혁
- 1911년 9월 25일 태인공립보통학교(4년제) 개교설립인가 6월 30일
- 1922년 5월 2일 6년제 연장(남자수업연한)
- 1926년 3월 25일 6년제 연장(여자수업연한)
- 1938년 4월 1일 태인제일공립심상소학교로 개칭
- 1941년 4월 1일 태인중앙공립국민학교로 개칭
- 1946년 5월 31일 태인공립국민학교로 개칭
- 1981년 3월 1일 병설유치원 개원
- 1996년 3월 1일 태인초등학교로 교명 개칭
- 2002년 3월 1일 보림초등학교 통합
- 2007년 3월 1일 오봉초등학교 통합
- 2011년 9월 24일 개교 100주년 기념행사
- 2015년 9월 1일 제34대 이명재 교장 취임
- 2019년 1월 4일 제106회 졸업(총인원 11,777명)
- 2019년 3월 1일 7학급 편성

## 참고 자료
- 태인초등학교 - 한국교육학술정보원 학교알리미